# Hylomantis aspera
Hylomantis aspera är en groddjursart som beskrevs av Peters 1873. Hylomantis aspera ingår i släktet Hylomantis och familjen lövgrodor. IUCN kategoriserar arten globalt som livskraftig. Inga underarter finns listade i Catalogue of Life.